# Hans-Christoph Berndt

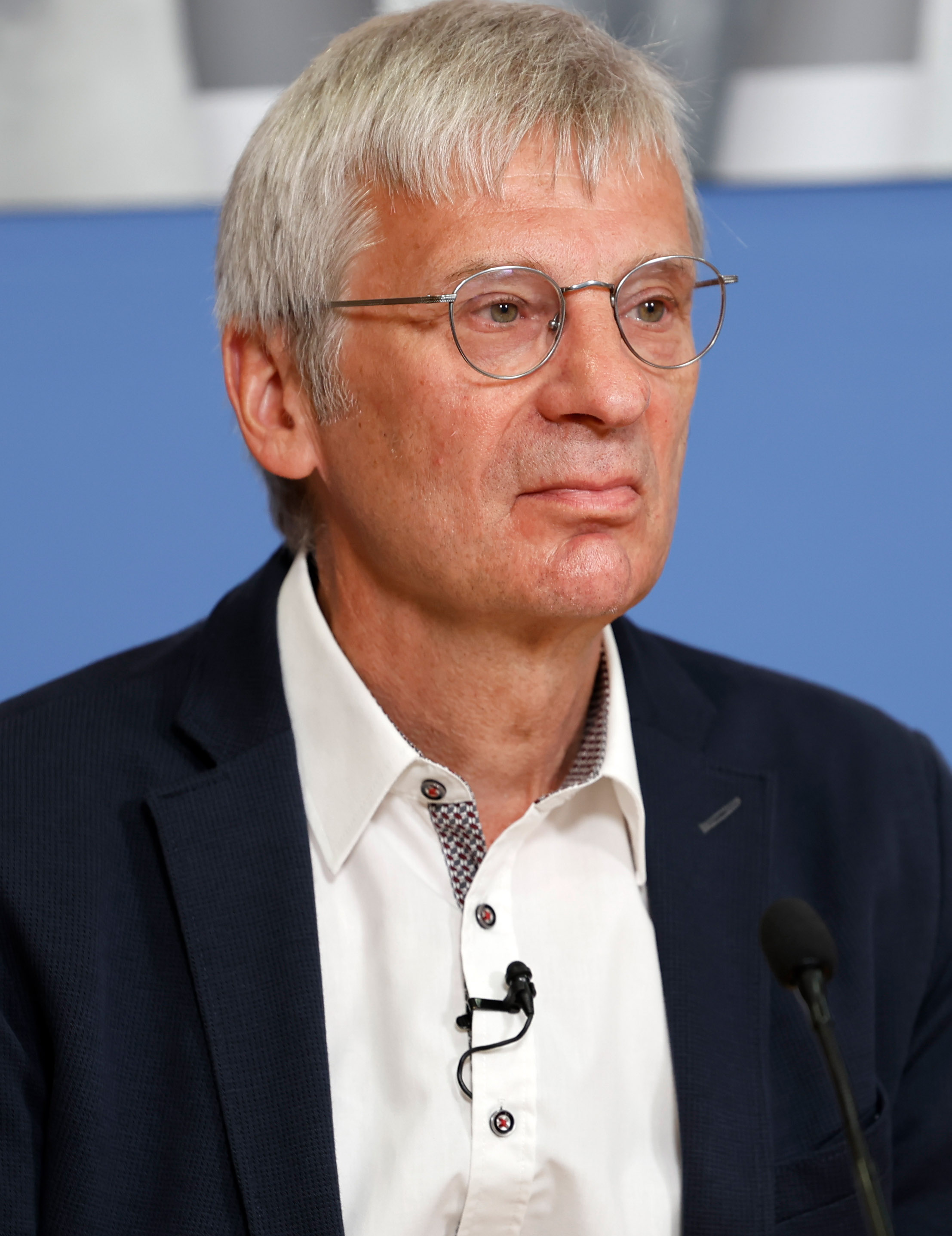
Hans-Christoph Berndt, 2023

Hans-Christoph Berndt (* 1956 in Bernau bei Berlin) ist ein rechtsextremer deutscher Politiker (AfD) und seit 2019 Abgeordneter im Brandenburger Landtag. Seit Oktober 2020 ist er dort Fraktionsvorsitzender der AfD und in dieser Eigenschaft dort auch Oppositionsführer. Er war Spitzenkandidat für die Brandenburger Landtagswahl 2024.

## Leben
Berndt wuchs in Ost-Berlin im Prenzlauer Berg auf und legte 1975 die Abiturprüfung ab. Anschließend besuchte er für ein Jahr den Altsprachenkurs Schöneiche des Priesterseminars Erfurt. Von 1976 bis 1977 war er als Mechaniker tätig. Zwei Jahre später begann er ein Studium der Zahnmedizin. Nach dem Abschluss 1984 absolvierte er bis 1989 eine Ausbildung als Fachzahnarzt für Pathobiochemie. Später promovierte er über den Transport von Dopamin im Gehirn von Ratten.
Er arbeitete seit Mitte der 1980er Jahre als Labormediziner an der Berliner Charité und war für etwa zehn Jahre Vorsitzender des Personalrats der Medizinischen Fakultät. Nachdem seine Tätigkeit als Sprecher des rechtsextremen Vereins Zukunft Heimat bekannt geworden war, distanzierte sich die Klinik: „Die Charité spricht sich für eine weltoffene und tolerante Gesellschaft aus. Als Universitätsklinikum mit […] Mitarbeitern aus 77 Nationen steht sie für soziale Verantwortung, Hilfsbereitschaft und Toleranz“. 2016 kandidierte Berndt nicht erneut für den Vorsitz, gehörte dem Personalrat aber weiterhin als einfaches Mitglied an.
Berndt wohnt in Golßen-Sagritz im Landkreis Dahme-Spreewald. Er ist verheiratet und römisch-katholisch.

## Politik

### Partei und Abgeordneter
Im Jahr 2018 trat Berndt in die AfD ein. Bei der Wahl des Spitzenkandidaten für die Landtagswahl in Brandenburg wurde er im Januar 2019 knapp hinter Andreas Kalbitz auf Platz 2 der Landesliste der AfD Brandenburg gewählt. Er ist seit 2019 Mitglied der Stadtverordnetenversammlung in Golßen. Bei der Landtagswahl im September 2019 gewann er mit 28,9 Prozent der Erststimmen das Direktmandat im Wahlkreis 28 (Dahme-Spreewald III) und zog als direkt gewählter Abgeordneter in den Landtag von Brandenburg ein. Als gleichzeitiges Mitglied des Landtages und der Stadtverordnetensammlung übt er ein Doppelmandat aus.
Am 27. Oktober 2020 wurde er als Nachfolger von Andreas Kalbitz zum Fraktionsvorsitzenden der brandenburgischen AfD-Landtagsfraktion gewählt. Im März 2022 wurde er in dieser Funktion bestätigt.
Berndt wird innerparteilich zu den Anhängern der völkisch-nationalistischen Gruppierung Der Flügel gerechnet, obwohl er die Erfurter Resolution nie unterschrieben hat und darum formal nicht zum engeren Mitgliedskreis zählt. Der Flügel, zu dessen Führungspersönlichkeiten auch sein Vorgänger Andreas Kalbitz gehörte, löste sich im Frühjahr 2020 pro forma auf.
Auf dem 10. Landesparteitag wurde er im April 2024 mit 87 % der Stimmen zum Spitzenkandidaten für die Landtagswahl im September 2024 gewählt, auch ist er stellvertretender Landesvorsitzender geworden.
Bei der Landtagswahl 2024 holte er wieder das Direktmandat im Wahlkreis 28 (Dahme-Spreewald III), diesmal mit 39,3 % der Erststimmen.

### VereinZukunft Heimat
Berndt ist Mitgründer und einer der beiden Vorsitzenden des 2015 gegründeten Vereins Zukunft Heimat, der rassistische Demonstrationen in Cottbus und Umgebung organisiert. Der flüchtlingsfeindliche Verein aus Golßen mit etwa 100 Mitgliedern wird vom Verfassungsschutz Brandenburg als „erwiesen rechtsextremistisch“ und „neonationalsozialistisch beeinflusst“ eingestuft.

### Netzwerk
Berndt gilt als Netzwerker und hat Verbindungen zu Organisationen der Neuen Rechten wie Ein Prozent für unser Land, dem Institut für Staatspolitik und dem Magazin Compact, die alle vom Verfassungsschutz als gesichert rechtsextrem eingestuft und beobachtet werden. Er trat mehrfach als Redner bei Pegida-Demonstrationen in Dresden auf.

## Kontroverse Positionen und Einordnung
Auf einer Demonstration im Januar 2016 tätigte Berndt die Aussage: „Welche Frau kann sich noch ungezwungen bewegen, wenn auch nur in der Ferne eine Gruppe dunkelhaariger, junger Männer auftaucht oder auftauchen könnte?“
Berndt wurde laut Spiegel vom Brandenburger Verfassungsschutz 2020 als rechtsextremistisch eingeschätzt.
Anfang Mai 2020, während des Abflauens der 1. Welle der COVID-19-Pandemie, fragte Berndt öffentlich auf einer Demonstration, ob „überhaupt jemand an Corona gestorben ist“. Berndt lehnte das Tragen von Mund-Nasen-Schutz zur Ansteckungsverhütung als „Symbol der Unterdrückung“ ab. Am 30. Oktober 2020 äußerte er während einer Sondersitzung im Landtag Brandenburg, er „glaube auch nicht an Corona“, und bezeichnete sich als „Corona-Ketzer“. Auch im Dezember 2020, als die Zahl der Neuinfektionen in Brandenburg, deutschland- und weltweit dramatisch angestiegen war, behauptete er weiter, es gäbe keine Übersterblichkeit.
Im Januar 2024 verteidigte er die Diskussion zum Thema Remigration, die auf einem rechtsextremistischen Treffen in Potsdam geführt worden sein soll: Sie sei „kein Geheimplan, sondern ein Versprechen“.
Mit Stand seit 2024 gilt Berndt gemäß dem Verfassungsschutz Brandenburg als „gesichert rechtsextrem“.

## Veröffentlichungen
- Untersuchungen zum posthypoxischen Dopamintransport im Rattenstriatum. Berlin 1990, DNB 910037620 (Dissertation an der Humboldt-Universität).